# 莫拉尔-克拉里宫

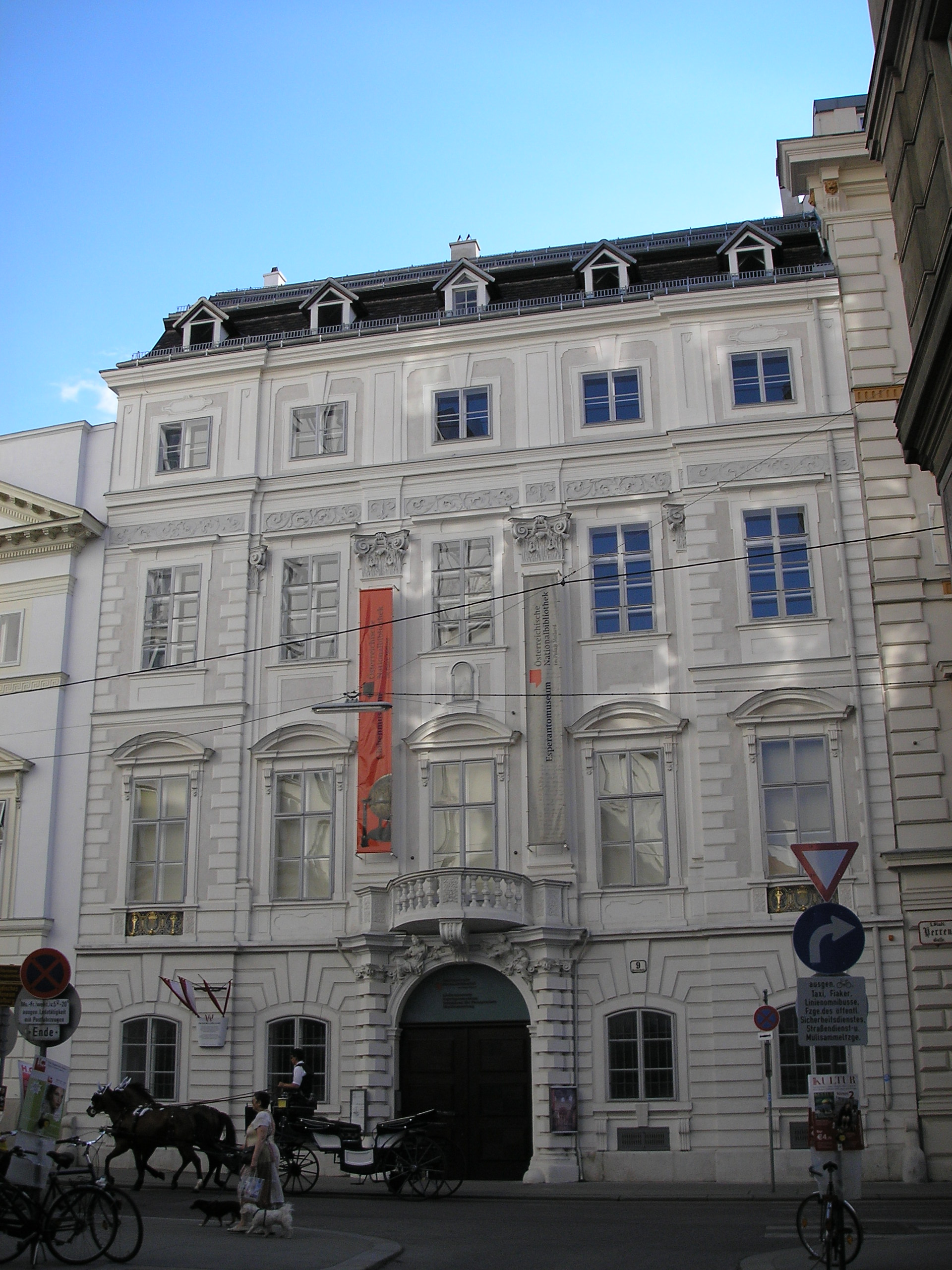
莫拉尔-克拉里宫

莫拉尔-克拉里宫（Palais Mollard-Clary）是奥地利维也纳的一座历史建筑，巴洛克风格，位于内城区绅士街9号，毗邻摩德纳宫。
莫拉尔-克拉里宫由莫拉尔伯爵建于1686-1689年。1760年，弗朗茨·文策尔·冯·克拉里-阿尔德林根伯爵将其收购。皇帝约瑟夫二世在此召开著名的“圆桌会议”。自2005年起，莫拉尔-克拉里宫由奥地利国家图书馆使用，设有地球仪博物馆、音乐部和世界语博物馆。